# W kaplicy Sykstyńskiej

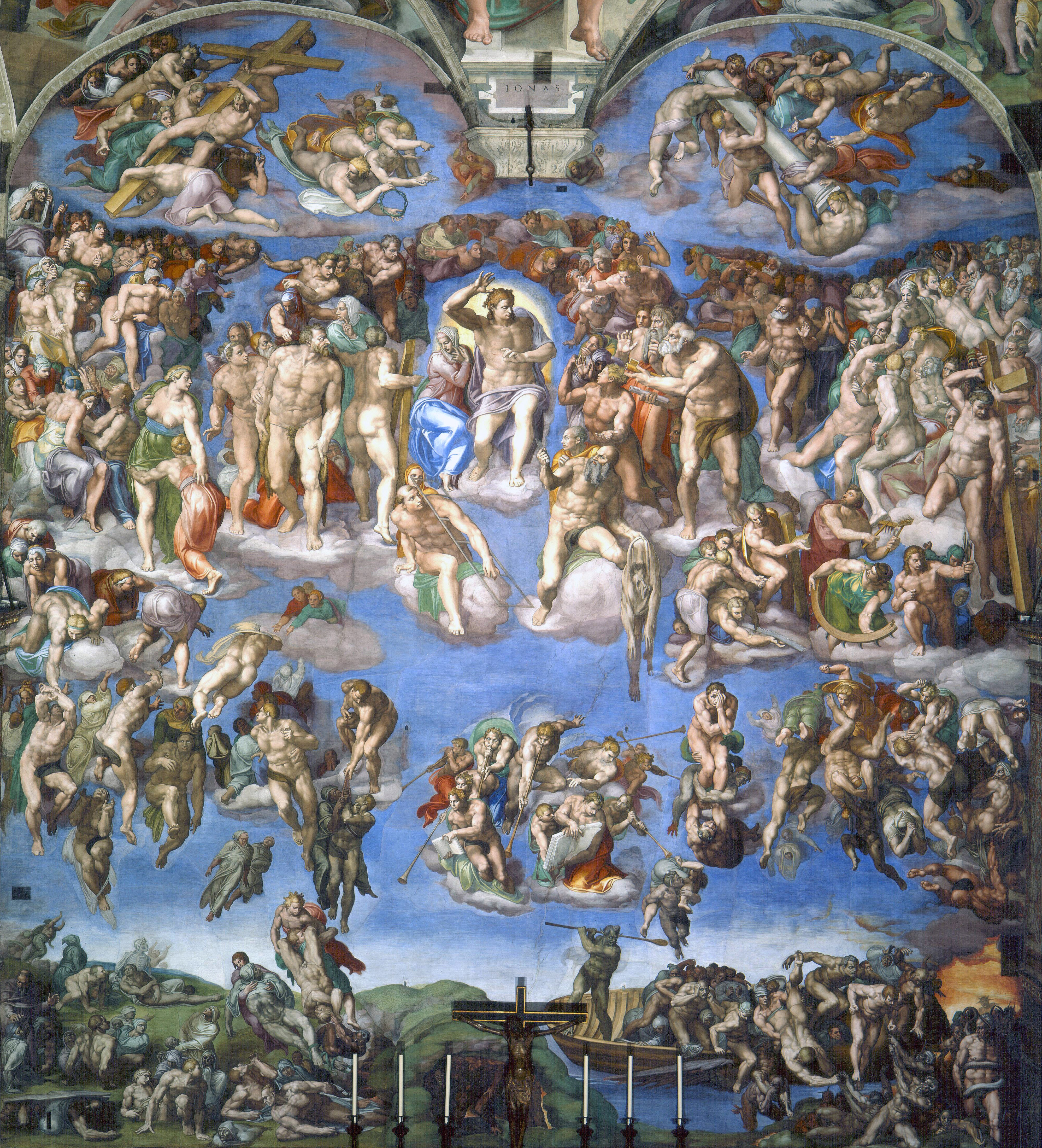
Michał Anioł Sąd ostateczny (fresk w kaplicy Sykstyńskiej)

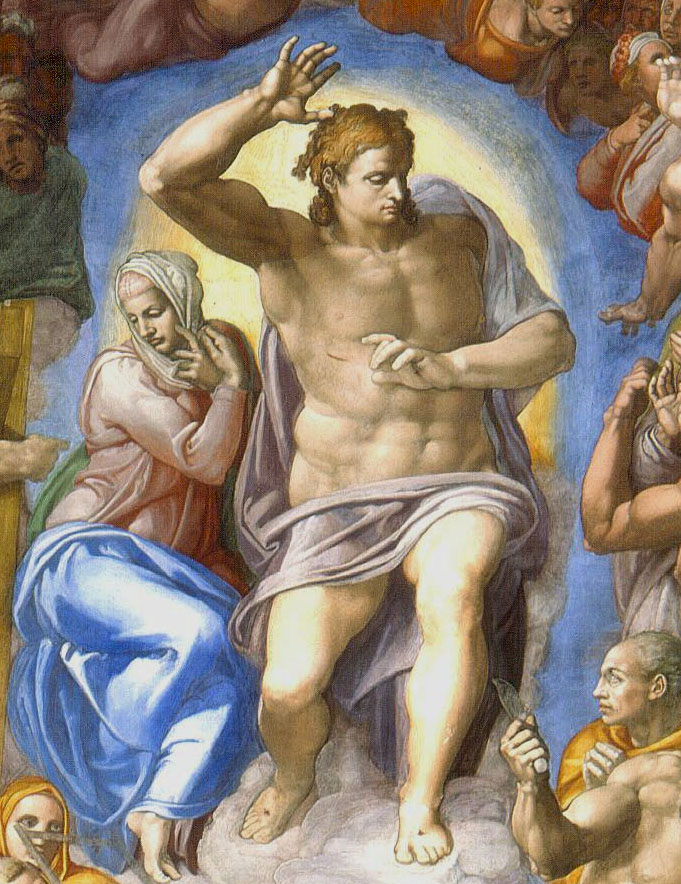
Postać Chrystusa, Sąd ostateczny (fragment)

W kaplicy Sykstyńskiej – wiersz Kazimierza Przerwy-Tetmajera. Po raz pierwszy ukazał się drukiem w Wyborze poezji w 1897 [1896] roku. Rękopis utworu przechowywany w sekcji rękopisów Biblioteki Jagiellońskiej, numer sygnatury 7892 IV.

## Tekst
Ta ściana cała ryczy, jak bawół zraniony!
Ten Chrystus tam, jak piorun, z cyklopa ramiony,
Ta trupia głowa pełna boleści i jęku,
Ten szturm klątew, rozpaczy, wściekłości i lęku,
Farba zmieniona w kamień, pędzel w dłuto, siła,
Co, zda się, góry pięścią na miał-by kruszyła!
Źrenice głuche patrzą z pod skostniałych powiek — —
Wulkan to chyba z siebie wyrzucił, nie człowiek.

## Analiza
W ekfrazach W kaplicy Sykstyńskiej dominuje przedstawienie potężnej postaci Chrystusa, wywołującej lęk i grozę (Ten Chrystus tam, jak piorun, z cyklopa ramiony). Autor dostrzega w tej postaci cechy przypominające mitycznego cyklopa, koncentrując się na rzeźbiarskich właściwościach modelunku masywnej sylwetki. Obecność Chrystusa wyzwala emocje w uczestnikach Sądu ostatecznego.
W wierszu zastosowana została zróżnicowana gradacja środków akustycznych. W kaplicy Sykstyńskiej nie ogranicza się do impresjonistycznej harmonii dźwięków, kojarzonej z estetyką kontemplacji, łagodności i umiaru, reprezentowaną przez takie elementy jak cisza, szmer, szelest czy szum. Obok nich pojawiają się wyraźne kontrasty brzmieniowe, charakterystyczne dla poetyki ekspresji, opartej na dysharmonii i intensywnych kategoriach słuchowych. W warstwie leksykalnej utworu obecne są wyrazy nacechowane ekspresyjnie, np. „ryk” (Ta ściana cała ryczy), „jęk” (Ta trupia głowa pełna boleści i jęku), których funkcja jest estetyczna i służy podkreśleniu dramatyzmu przekazu. Wiersz stanowi próbę przekształcenia wizualnego wrażenia, jakie wywołują freski Michała Anioła w Kaplicy Sykstyńskiej, w kategorie akustyczne. Utwór wpisuje się w młodopolską hierarchię sztuk, w której szczególne znaczenie przypisywano dźwiękowi. W W Kaplicy Sykstyńskiej dźwięk pełni rolę nadrzędną, stając się środkiem interpretacji i przeżycia dzieła plastycznego w wymiarze poetyckim.